# Pontificia accademia romana di archeologia
La Pontificia accademia romana di archeologia è un'accademia pontificia della Curia romana.

## Storia
Nel XVII secolo papa Benedetto XIV rispose all'interesse del pubblico e della Chiesa per l'archeologia istituendo un'associazione di studiosi di archeologia romana. Il lavoro di Antonio Bosio sulle catacombe richiamò l'attenzione degli archeologi internazionali sulla storia antica del cristianesimo.
Nel 1816 papa Pio VII, su raccomandazione del cardinale Ercole Consalvi, riconobbe ufficialmente l'Accademia romana di archeologia che divenne un importante centro internazionale di studi archeologici. Papa Pio VIII conferì all'accademia l'appellativo di "pontificia" nel 1829.
Nel 1833, quando venne proposto di rimuovere la tomba di Raffaello Sanzio dal Pantheon, l'accademia si appellò a papa Gregorio XVI ed ebbe successo. In seguito agli sforzi di uno dei suoi membri, l'accademia divenne responsabile del restauro del Tabularium sul Campidoglio. Nella metà del XIX secolo, l'accademia si impegnò in una serie di controversie sui diritti di proprietà, in quanto sperava di prevenire danni ai monumenti limitando i diritti dei residenti sugli alloggi a basso costo situati vicino al Pantheon. Papa Pio IX favorì l'istituzione permettendo la demolizione delle case sul lato sinistro del Pantheon.
La sua prima sede fu Palazzo Corsini, poi il Campidoglio. Seguirono il Palazzo di Sant'Apollinare, il Palazzo Pio al Teatro di Pompeo e l'Archiginnasio. Dopo il 1870 l'accademia si riunì prima nel Palazzo di Propaganda Fide, poi nel Palazzo Sinibaldi, in seguito nel Palazzo della Cancelleria, poi presso il Pontificio istituto di archeologia cristiana e dal 1943, grazie all'interessamento di papa Pio XII, di nuovo nel Palazzo della Cancelleria in un ambiente convenientemente e decorosamente arredato, dove rimase fino al 2008. In quell'anno la sede dell'accademia venne nuovamente trasferita in un palazzo della Santa Sede situato in via della Conciliazione.

## Scopi attuali
L'accademia ha come principale campo di studio l'antichità classica, ma spesso le sue ricerche si estendono da una parte fino alla preistoria e dall'altra fino al Rinascimento. Opera con l'orientamento e la direzione della Pontificia commissione di archeologia sacra. Secondo il nuovo statuto del 1996 i soci si distinguono in onorari (20), effettivi (40) di qualsiasi nazionalità e corrispondenti (80), in numero massimo di 140. A capo dell'accademia vi è un presidente coadiuvato da un consiglio accademico di nove membri: vicepresidente, presidente uscente, segretario, tesoriere, curatore delle stampe, bibliotecario-archivista e tre censori. Protettore ne è il cardinale segretario di Stato e presidente d'onore il papa. L'accademia si riunisce ogni mese, da novembre a giugno, in sedute scientifiche pubbliche, durante le quali si svolgono, di solito, non meno di due dissertazioni. L'accademia bandisce concorsi a premi.
A disposizione dei soci e degli studiosi che ne facciano richiesta vi è la biblioteca accademica, costituita per lo più da atti accademici e l'archivio.
Il sigillo dell'accademia raffigura le rovine di un tempio classico - il tempio detto di Vesta sul Tevere, il primo dei monumenti ad essere stato riportato alla luce dall'accademia - con il motto "In apricum proferet" (porterà alla luce).
Nel luglio del 2010 l'accademia ha celebrato il suo 200º anniversario.

## Presidenti
- Joseph-Marie de Gérando (1810)
- Antonio Canova (1811-1817)
- Nicola Maria Nicolai (1817-1832)
- Luigi Biondi (1832-1839)
- Pietro Odescalchi (1839-1846)
- Marco Antonio Borghese (1846-1847)
- Pietro Odescalchi (1851-1856)
- Gian Pietro Campana (1856-1857)
- Salvatore Betti (1857-1870)
- Giovanni Battista de Rossi (1871-1894)
- Giuseppe Cozza-Luzi (1894-1900)
- Giuseppe Gatti (1900-1914)
- Bartolomeo Nogara (1914-1921)
- Pio Franchi de' Cavalieri (1921-1925)
- Giovanni Mercati (1925-1927)
- Pio Franchi de' Cavalieri (1927-1930)
- Gaetano De Sanctis (1930-1957)
- Pietro Romanelli (1957-1966)
- Antonio Maria Colini (1966-1974)
- Carlo Pietrangeli (1974-1983)
- Silvio Accame (1983-1991)
- Carlo Pietrangeli (1991-1995)
- Victor Saxer (1995-2003)
- Letizia Pani Ermini (2003-2011)
- Marco Buonocore (2011-2021)
- Maurizio Sannibale, dal 2021

## Pubblicazioni
- Leggi della Pontificia Accademia Romana di Archeologia (Rome, 1894)
- Omaggio al II Congresso Internazionale di Archeologia Cristiana in Roma (Rome, 1900)
- Bullettino di Archeologia Cristiana of Giovanni Battista De Rossi (to the end of 1894) passim
- Il Nuovo Bullettino di Archeologia Cristiana (Rome, 1894–1906)